# Texto ancla
El texto ancla, la etiqueta del enlace o el texto del enlace es el texto visible sobre el que se puede hacer clic en un hiperenlace HTML. Las versiones más antiguas de la especificación HTML utilizaban el término «ancla» para lo que actualmente se denomina elemento a, o <a>. La especificación HTML no tiene un término específico para el texto ancla, pero se refiere a éste como «el texto que el elemento a envuelve». En términos de XML (ya que HTML es XML), el texto ancla es el contenido del elemento, siempre que el contenido sea texto.
Normalmente, los motores de búsqueda web analizan el texto ancla de los enlaces de las páginas web. Las palabras contenidas en el texto ancla pueden determinar la clasificación que recibirá la página en los motores de búsqueda. Otros servicios también aplican los principios básicos del análisis del texto ancla. Por ejemplo, los buscadores académicos pueden utilizar el contexto de las citas para clasificar los artículos académicos. También se puede utilizar el texto ancla de los documentos enlazados en los mapas mentales. 

## Resumen
El texto ancla suele ofrecer al usuario información descriptiva o contextual relevante sobre el contenido del destino del enlace. El texto ancla puede o no estar relacionado con el texto de la URL del enlace. Por ejemplo, un hiperenlace con texto ancla a la página principal de Wikipedia podría tener esta forma:
<a href="http://es.wikipedia.org/wiki/Wikipedia:Portada">Wikipedia, la enciclopedia libre</a>
"Wikipedia, la enciclopedia libre" es el texto ancla en este ejemplo. El destino de la URL es http://es.wikipedia.org/wiki/Wikipedia:Portada. El hipervínculo completo aparece en una página web como Wikipedia.
A continuación, así se mostraría el texto ancla del enlace en el sitio web. El hiperenlace permanece introducido en el texto:
```
Nadie puede negar que 
Wikipedia, la enciclopedia libre
 es la enciclopedia en línea selecta y preferida por todos los internautas.
```

## Los buscadores y el texto ancla
El principal objetivo de los motores de búsqueda es ofrecer contenido de calidad por las búsquedas que hayan realizado los usuarios, por lo que dentro de las técnicas de posicionamiento en buscadores (SEO), una de ellas es el uso adecuado de los anchor text o textos ancla.
Los motores de búsqueda usan los textos ancla para categorizar mejor el contenido y para ofrecerlo en aquellas búsquedas que guarden relevancia con el contenido, es uno de los indicadores que más relevancia tienen.
Pero con la llegada de Google penguin, una de las últimas actualizaciones del algoritmo de Google, dentro de los cambios que ha introducido, uno de ellos es evitar la manipulación del texto ancla para obtener mejores posiciones en los resultados de búsqueda, por eso es conveniente que a la hora de enlazar contenido interno o externo, el texto ancla sea natural, utilizando el título del sitio, la página web y en contadas ocasiones las palabras clave que se quiere posicionar.